# التمانعة
التمانعة بلدة ومركز ناحية التمانعة وتتبع منطقة معرة النعمان في محافظة إدلب. بلغ عدد سكان البلدة 7,382 نسمة حسب تعداد عام 2004.
تقع التمانعة في ريف إدلب الجنوبي إلى الشرق من مدينة خان شيخون التي تبعد عنها مسافة حوالي 8 كيلومترات. وهي بلدة زراعية تشتهر بزراعة الفستق الحلبي والزيتون والقمح والشعير والبطاطا والخضار بكل أنواعها.
ويتبع لناحية التمانعة 43 قرية وبلدة ومزرعة مثل سكيك وأم جلال والخوين وأبو دالي) وغيرها.

## التاريخ
لم تتأخر التمانعة عن الالتحاق بركب الثورة السورية، فقد شهدت المدينة أول مظاهرة في شهر مايو (أيار) عام 2011، وذلك نظرًا لتجمّع المتظاهرين في مدينة خان شيخون المجاورة.
كما تُعتبر البلدة من أولى المناطق التي تمّ استهدافها من قبل نظام الأسد بالبراميل المتفجّرة، لقربها من مطار حماة العسكري، والذي كان أحد أهم مصانع البراميل المتفجّرة في سوريا إبان عهد نظام الأسد.